# Combat du Giaour et du Pacha
Combat du Giaour et du Pacha est le nom de trois tableaux orientalistes à l'huile sur toile, du peintre français Eugène Delacroix. Inspiré par le poème The Giaour de Lord Byron, il en représente deux des principaux protagonistes, pris dans une lutte d'honneur pour l'amour d'une femme. La première version du tableau est réalisée en 1826 et conservée à l′Art Institute of Chicago. La seconde, datée de 1835, est conservée au Petit Palais, à Paris. La troisième date de 1856.

## Réalisation

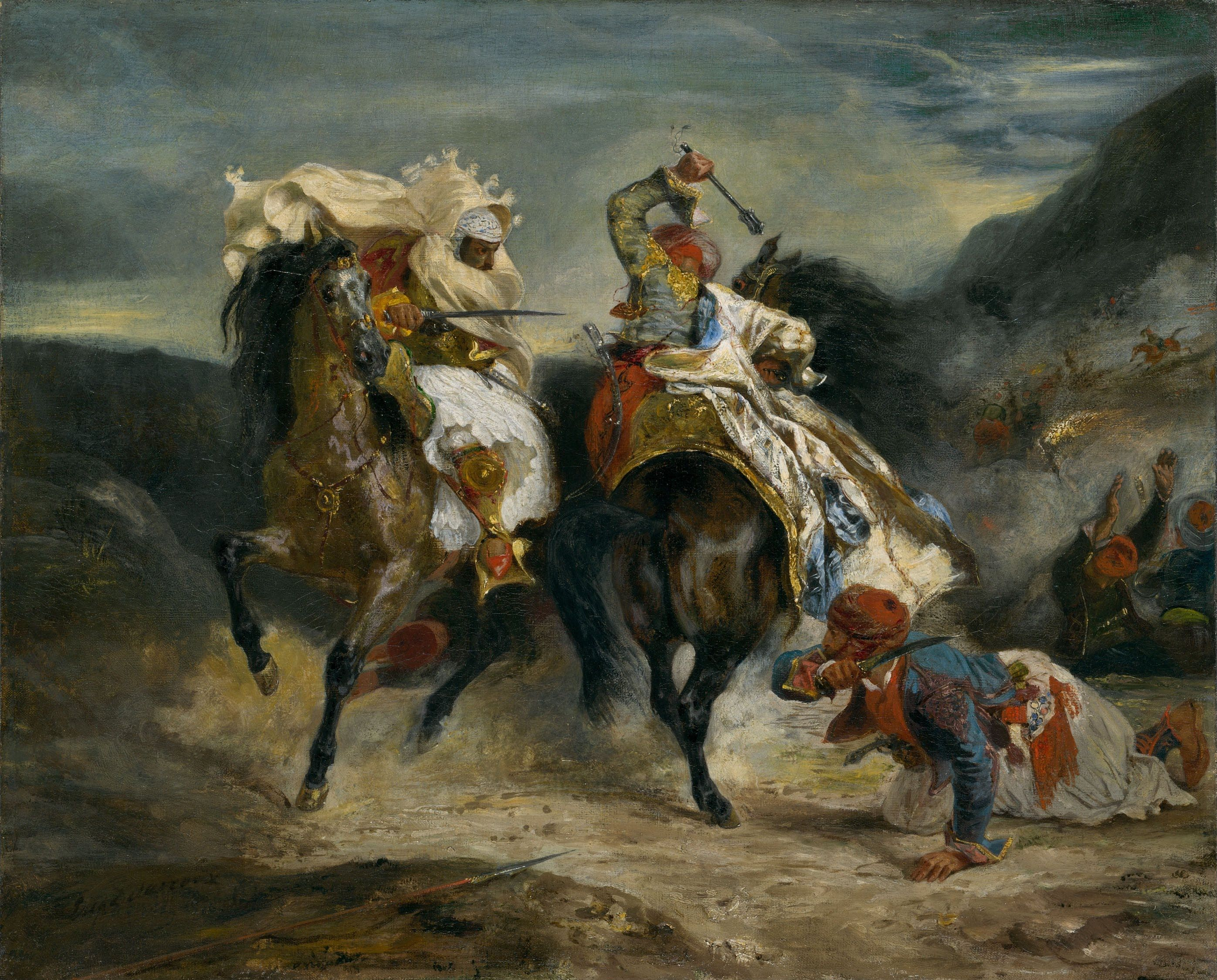
Version de 1826, conservée à l'Art Institute de Chicago

Delacroix s'inspire d'un poème romantique de Lord Byron intitulé The Giaour. En 1824, il indique dans son journal qu'il lit ce poème, ainsi que Childe Harold. Il s'agit probablement de la traduction française d'Amédée Pichot, parue entre 1819 et 1824. Le poème raconte la tragédie d'un vénitien, le Giaour, tombé amoureux d'une esclave, Leila, qui appartient au harem du Pacha (Hassan). Découvrant son infidélité, ce dernier la fait exécuter. Le Giaour attire plus tard le Pacha dans une embuscade, le tue, puis se retire dans un couvent, où il finit par mourir sans avoir retrouvé la paix.
La première version du tableau est présentée en 1826 pour une exposition de l′Art Institute of Chicago. Il en réalise une seconde version, très différente, une dizaine d'années plus tard. La troisième version, signée de 1856, est une variante des deux premières.

## Description
Delacroix met l'accent sur le moment du choix, qui donne le ton entier de la scène : la tension dramatique découle de l'utilisation des épées des différents personnages.

### Version de 1826
Ce tableau met trois personnages en scène. Le Giaour et le Pacha, tous deux montés à cheval, se livrent un terrible combat dans un défilé. Le Giaour a levé sa masse d'armes, qu'il s'apprête à faire tomber de toute la pesanteur de son bras sur le turban du Pacha, tandis que celui-ci se prépare à le transpercer de son cimeterre. Un Turc, de l'escorte du Pacha, se traîne à genoux près du coursier du Giaour, et s'apprête à couper, d'un coup de sabre, les jarrets de derrière du coursier.

### Version de 1835
Le second tableau a la particularité de mettre en scène deux cavaliers et leurs chevaux traités comme des personnages à part entière, illustrant une lutte à mort entre deux ennemis pris dans leur furie : les chevaux associent leurs émotions à la fureur de leurs cavaliers. Chevaux et cavaliers remplissent toute la largeur du tableau, en formant un bloc compact.